# USS Hooper (DE-1026)
El USS Hooper (DE-1026) fue un destructor de escolta clase Dealey construido para la Armada de los Estados Unidos en la década de 1950.

## Historia
Aunque originalmente estaba previsto que se llamara «Gatch», recibió el nombre «Hooper» el 19 de julio de 1956, en honor al contraalmirante Stanford Caldwell Hooper. Botado en San Francisco por Bethlehem Pacific Coast Steel Corp. el 1 de agosto de 1957, siendo su madrina Elizabeth Hooper, hija del citado oficial. El destructor se unió a la Armada el 18 de marzo de 1958 con el teniente comandante J. K. Leslie al mando.
Tenía un desplazamiento de 1877 t a plena carga, 96 m de eslora total, 11,2 m de manga y 3,6 m de calado. Estaba propulsado por una turbina de engranajes y dos calderas, pudiendo alcanzar los 27 nudos de velocidad. Su armamento eran cuatro cañones de calibre 76 mm y un sistema antisubmarino RUR-4 Weapon Alpha.
El 6 de enero de 1966, escoltó al portaviones Yorktown a Hawái junto al Evans y Bronstein. El 17 de febrero, arribó a Yokosuka, Japón. Entre el 21 de febrero y el 18 de marzo, patrulló el estrecho de Formosa. Luego, sirvió durante seis meses en la guerra de Vietnam. De camino de regreso a San Diego, ayudó a la búsqueda del avión DC-3 tailandés caído que transportaba al general de brigada Joseph Warren Stilwell, Jr.; los esfuerzos fracasaron en su objetivo.
Causó baja el 6 de julio de 1973.